# Ancienne caserne József
L'Ancienne caserne József (en hongrois : Volt József-kaszárnya), aussi connue sous le nom de prison de Táncsics (Táncsics-börtön) est un édifice situé dans le 1er arrondissement de Budapest.
Le nom de « prison de Táncsics » renvoie à la période durant laquelle Mihály Táncsics était emprisonné avant sa libération par la Révolution hongroise de 1848. Ancienne propriété des États-Unis, le monument (ainsi que deux autres édifices situés à Buda) est restitué à l'État hongrois en 2014. Ce dernier transfère alors en échange à l'État américain les titres de propriété de deux immeubles attenants à son ambassade sur Szabadság tér.